# Anciients
Anciients je kanadski progresivni metal sastav osnovan 2009. godine u Vancouveru. Čine ga pjevač i gitarist Kenny Cook, gitarist Brock MacInnes, basist Aaron "Boon" Gustafson i bubnjar Mike Hannay.

## Povijest

### Snakebeard(2009. – 2012.)
Grupa je osnovana 2009. godine, ubrzo nakon raspada skupine Spread Eagle, čiji su neki od članova bili Cook, Gustafson i Dyck.
U kolovozu 2011. Anciients je samostalno objavio prvi EP pod imenom Snakebeard. EP je izvorno objavljen u digitalnoj inačici, no godinu dana kasnije, u rujnu 2012., diskografska kuća War on Music Records ponovno ga je objavila u vinilnom izdanju.

### Heart of Oak,Voice of the Voidi najava trećeg studijskog albuma (2013. – danas)
Nakon objave Snakebearda Anciients je potpisao ugovor s diskografskom kućom Season of Mist, koja je u travnju 2013. godine objavila njegov debitantski album, Heart of Oak. Taj je uradak iste godine nominiran za glazbenu nagradu Polaris.
U proljeće 2013. sastav je otišao na turneju po dijelu SAD-a kao predgrupa skupini Lamb of God. U jesen iste godine trebao je biti predgrupa Sepulturi na njezinoj turneji "Tsunami of Metal" po Kanadi i SAD-u, no turneja je kasnije otkazana jer Sepulturini članovi nisu uspjeli dobiti vizu za ulazak u SAD.
Sastav je 14. listopada 2016. objavio drugi studijski album, Voice of the Void.
Cook je na službenoj Facebook stranici sastava objavio da trenutačno piše pjesme za treći studijski album.

## Diskografija
Studijski albumi
- Heart of Oak (2013.)
- Voice of the Void (2016.)

EP-ovi
- Snakebeard (2011.)

## Članovi sastava
Trenutna postava
- Aaron "Boon" Gustafson – bas-gitara (2009. - danas)
- Mike Hannay – bubnjevi (2009. – danas)
- Kenny Cook – vokali, gitara (2009. – danas)
- Brock MacInnes – gitara (2017. – danas)

Bivši članovi
- Chris Dyck – vokali, gitara (2009. – 2017.)